# The Italian
Pour plus de détails, voir Fiche technique et Distribution.
The Italian est un film muet américain réalisé par Reginald Barker et sorti en 1915.

## Synopsis
Donnetti, ouvrier italien, quitte sa fiancée pour immigrer à New York, espérant y trouver une existence meilleure. Elle le rejoint plus tard et ils se marient. Mais le couple découvre vite combien la vie est dure dans ce nouveau pays...

## Fiche technique
- Titre : The Italian
- Réalisation : Reginald Barker
- Scénario : Thomas H. Ince, C. Gardner Sullivan
- Production : Thomas H. Ince pour New York Motion Picture
- Distribution : Paramount Pictures
- Pays de production :  États-Unis
- Langue : Anglais
- Genre : Film dramatique
- Durée : 78 minutes
- Date de sortie :
  - États-Unis : janvier 1915

## Distribution
- George Beban : Beppo Donnetti

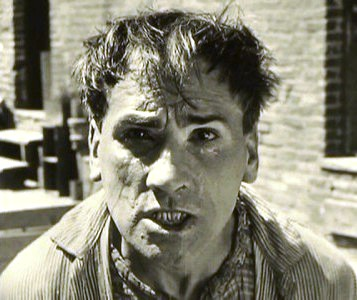
George Beban dans The Italian.

- Clara Williams : Annette Ancello Donnetti
- J. Frank Burke : Trudo Ancello
- Leo Willis : Corrigan
- Fanny Midgley

## Tournage
- Le film a été tourné à Venice, un quartier situé dans l'ouest de la ville de Los Angeles.